# Casa de Adoración Norte del Cauca
La Casa de Adoración Norte del Cauca es un templo de la Fe Bahá'í o Casa de Adoración Bahá'í. Está ubicado en la vereda Agua Azul, en el municipio de Villa Rica del departamento del Cauca en Colombia. El templo es uno de los primeros de carácter local construidos en el mundo junto a otros cuatro templos locales ubicados en Battambang (Camboya), Bihar Sharif (India), Matunda Soy (Kenia) y Tanna (Vanuatu).

## Construcción
En abril de 2012 la Casa Universal de Justicia anunció que después de completar la última Casa de Adoración continental con el templo de Chile se construirían dos templos de carácter nacional en la República Democrática del Congo y Papúa Nueva Guinea, y además cinco de carácter local, uno de los cuales sería el templo de Villa Rica, en el norte del Cauca.
A finales de 2013 se logran adquirir los predios para la construcción, incluyendo además de la zona del templo 11 hectáreas destinadas a la recuperación del bosque nativo. El diseño de la Casa de Adoración, respetuoso con el ambiente e inspirado en los materiales y la flora de la región fue desvelado en una reunión en el sitio donde se levantaría el templo el 16 de septiembre de 2014. Las primeras obras sobre el terreno comenzaron el 25 de mayo de 2016 en una ceremonia a la que asistieron 700 personas, entre ellas la alcaldesa de Villa Rica Jenny Nair Gómez.
La Casa de Adoración comenzó a construirse a comienzos de 2017 y finalizó en abril de 2018 con la colocación de la cúpula. En junio del mismo año se coloca el símbolo de la Fé Baha'í en el ápice interior de la cúpula, dejando listo el templo para su inauguración que finalmente ocurriría el 22 de julio de 2018.

## Arquitectura

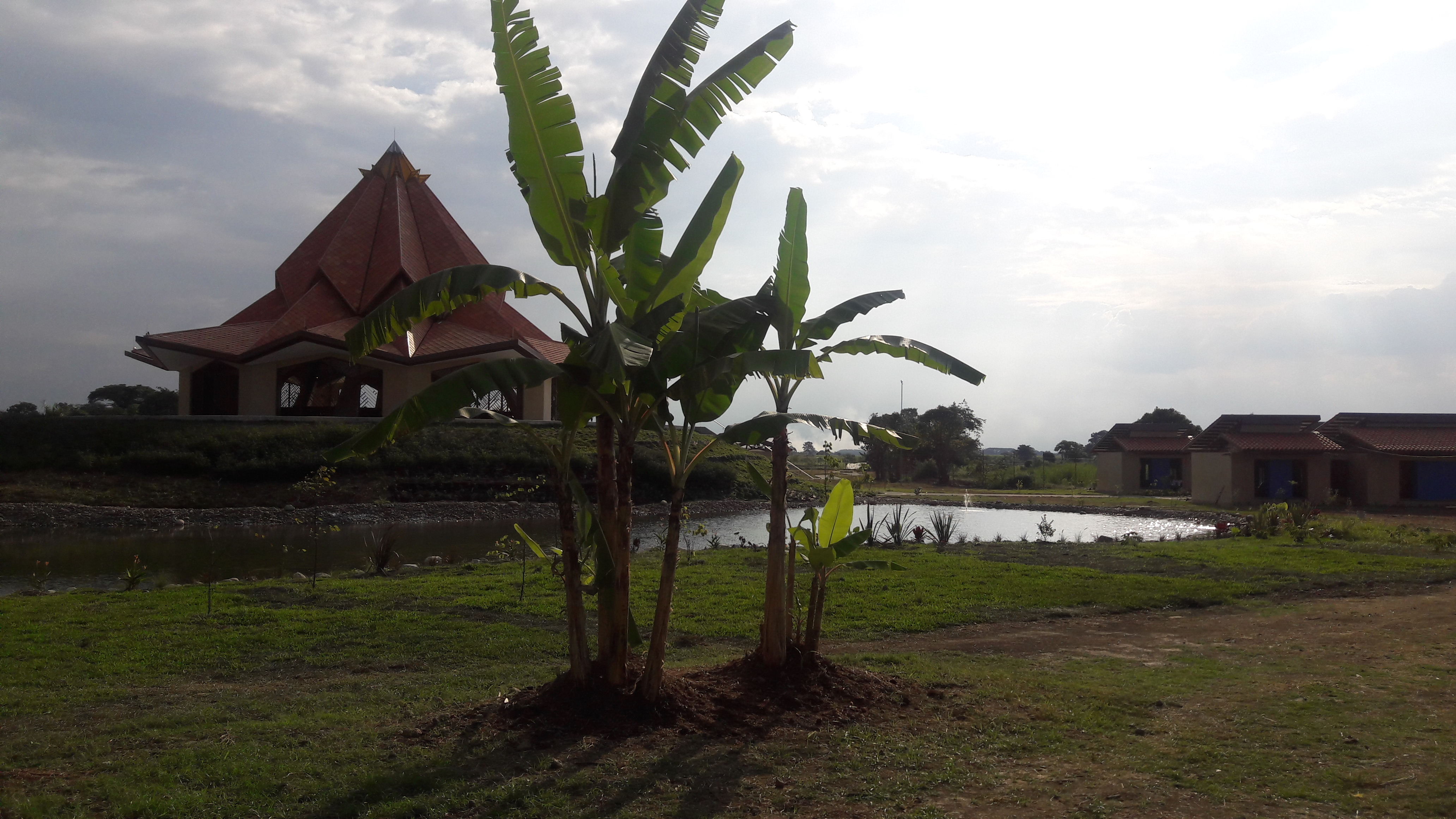
Vista del templo y del lago.

La Casa de Adoración se inspira en la cultura y tradición del norte del Cauca. Cuenta con nueve caras en representación de las nueve religiones más grandes del mundo además de seguir un patrón circular. La corona de la cúpula está inspirada en la flor de la semilla del cacao, fruto de gran importancia para el sector antes de la llegada del monocultivo de la caña de azúcar, y cuya cáscara está fragmentada en varias fibras que se unen, en este caso de nueve fibras. Así mismo el color terracota fue tomado del paisaje local. Así mismo, por su localización privilegiada, la Casa de Adoración hace uso de la energía solar para funcionar.

## Bosque nativo
Los terrenos de la Casa de Adoración cuenta con 11 hectáreas donde se desarrolla el proyecto de recuperación de bosque nativo. Cuenta con un banco de especies en vías de extinción, una huerta de plantas medicinales de la región y un vivero de especies nativas, entre ellas la guadua. El terreno cuenta con un humedal destinado a la recuperación de la fauna.